# 下林坪
下林坪，是臺灣苗栗縣三灣鄉的一個傳統地域名稱，位於該鄉南、北半葉連結地帶的東部。相較於今日行政區，其範圍大致包括北埔村西半葉不含最南端及南河圳以東地區、內灣村東南部一小部分。

## 歷史
台灣清治末期至日治初期，下林坪地區為一街庄，稱為「下林坪庄」，隸屬於竹南一堡。該庄輪廍略呈「ㄑ」字形，西部北段及北部與內灣庄為鄰，東與三灣庄、員林庄為鄰，南邊為大河底庄，西邊南段為永和山庄。
1901年（日治明治三十四年）11月，全台廢縣廳改設二十廳，該庄隸屬於新竹廳。1909年（明治四十二年）10月，合併二十廳為十二廳，該庄隸屬不變。1920年（大正九年），廢十二廳改設五州二廳，該庄改制為「下林坪」大字，隸屬於新竹州竹南郡三灣庄。
戰後三灣庄改制為三灣鄉，隸屬於新竹縣，大字亦改制為村。1950年桃、竹、苗分治，三灣鄉改隸屬於苗栗縣。

## 聚落
本地區發展較早的聚落有下河壩、脫山仔等，在日治期初期的官方地圖上已有記載。此外，本地區尚有肚兜仔、大湖、下林坪等聚落。

## 交通
省道台3線俗稱「內山公路」，是臺北至屏東的幹道，大致以縱向蜿蜒經過下林坪地區東南部。由該道路向北可前往三灣市區、珊珠湖、峨眉、北埔、竹東下公館等地等地；向南可前往獅潭、汶水、大湖、卓蘭等地。
鄉道苗5線是頭份至下林坪的道路，其東南側端點位於下林坪地區東南部下林坪聚落附近的省道台3線路口。由此向北北西轉南南西蜿蜒出境後，轉向西可前往永和山、東興、頭份市區東南側並止於濱江街口，向東北東轉北北東再轉南南東可前往下林坪並止於省道台3線路口。
鄉道苗17-3線是三灣至永和山水庫的道路，大致以橫向轉西南西—東北東走向再轉西北—東南走向經過本地區北部。由該道路向西轉西北可前往永和山水庫北側並止於管理處後門，向東南可前往三灣市區並止於縣道124號路口。